# クラッカー (コンピュータセキュリティ)
クラッカー (cracker) とは、コンピュータネットワークに不正に侵入したり、破壊・改竄などの悪意を持った行為、すなわちクラッキング（悪意を持ったハッキング）を行う者のこと。最近はセキュリティ・ハッカーと呼ばれることが多い。

## 概要
クラッカーの多くはアマチュアであり、往々にして愉快犯的にコンピュータにダメージを与えて喜ぶ稚拙な精神性がうかがえるが、ある種のフラストレーション発散の発露であるケースも散見される。特に技術程度の低い向きには、他のクラッカーが製作した攻撃用のプログラムやスクリプトを利用して興味本位でクラッキングを行う者もあるが、これらはさらに軽蔑され得る対象として、スクリプトキディ（ソフトやスクリプト使いのお子様）という呼び方もある。
現在では企業のコンピュータシステムのセキュリティを検査するため、依頼されて意図的にシステム侵入を試みるプロフェッショナルのクラッカーも存在するとも言われるが、これらは後述の通り、ハッカーの範疇に含まれると考えられている。
なお、行為としてのクラッキングに関しては通信機器やコンピュータ製品のメーカーが自社製品の安全性をアピールする意味で、懸賞金付きまたは技術的競技としてクラッキング・コンテストが開催されることもある。

## ハッカーとの区別
クラッカーは「コンピュータ技術に長けている者」という意味で混同されやすいが、その技術を生産（善意）的なことに利用するハッカーとは区別される。しかしマスコミではクラッカーのことを「ハッカー」と呼んでおり、「ハッカー」=「悪」というイメージが刷り込まれているのが現状といえる。
正しい意味でのハッカーをホワイトハット・ハッカー、クラッカーをブラックハット・ハッカーと呼ぶこともある。

## プロクラッカー
一般的なクラッカーのイメージとは別に、主にロシアやハンガリーといった旧共産圏において、大学（院）において情報系を専攻したものの、自国に十分な職の受け皿がなく、就職するまでの繋ぎ・あるいは本職としてクラッキングを行うプロのクラッカーが存在する。主な仕事として銀行から情報を盗み出したり、クライアントの敵会社から機密情報を持ち出すといった非合法な活動であることが多い。
彼らの技術力は極めて高度であると言われ、稚拙なスクリプトキディとは一線を画している。その技術力が買われ、警察に逮捕されたりクラッカーを卒業した後、アンチウイルスソフトウェアを扱う会社や国家の情報局などに勤めることが多い。
プロクラッカーの一部は、IRCや会員制のウェブサイトなどでお互いに情報を交換しておりそういった場所から流出した一部のツールや情報がスクリプトキディに利用されている。上記のロシアでは、クラッキングを学ぶ専門学校まで存在している（表向きはセキュリティを学ぶ学校）。

### 国家による認定、訴追
- 2018年12月20日、アメリカ司法省は日本を含む12か国の45の企業・政府機関を標的にサイバーテロを仕掛けた疑いで、中国天津市国家安全局に勤務していた2人を起訴した。[1]

## クラッカーの一覧

### フィクションに登場するクラッカー
フィクション上では、「ハッカー」と呼ばれる事が多い。
あくまでもフィクションの中での悪役側のクラッキングは現実同様、犯罪行為として扱われるが物語の主役や主役の協力者がクラッカーである場合、犯罪者やテロリストが所有するコンピューターへのクラッキングが中心となる者や、不正を働く体制側のコンピューターをクラッキングする者など、アンチヒーローとして扱われることもある。

### 過去にクラッカーであった著名人
- ケビン・ミトニック
- ロバート・T・モリス
- ジョン・ドレーパー（キャプテン・クランチ）
- ケビン・ポールセン